# Стела «Город воинской славы» (Владикавказ)
Па́мятник-сте́ла «Го́род во́инской сла́вы» был открыт 30 октября 2009 года у парка Победы во Владикавказе. Стела установлена в память о присвоении Владикавказу почётного звания «Город воинской славы».

## История
Крепость Владикавказ, основанная в 1784 году по указу императрицы Екатерины II, играла важную роль форпоста в обороне южных рубежей России, в особенности в период русско-турецких войн. Владикавказ был резиденцией наказного атамана Терского казачьего войска, существовавшего в 1860-1918 годах. Но наиболее яркие военно-исторические события связаны с Великой Отечественной войной, когда город стал крайней, самой южной точкой всего советско-германского фронта. Местное население приняло самое активное участие в строительстве районов и рубежей обороны: в общей сложности на оборонительные работы вышло более 20 тысяч тружеников Северной Осетии. В ходе кровопролитной стратегической битвы за Кавказ (1942—1943) немецко-румынские войска, стремившиеся прорваться к Грозненскому и Бакинскому нефтеносным районам и в Закавказье, были в ноябре 1942 года разгромлены на подступах к городу в результате Нальчикско-Орджоникидзевской оборонительной операции советских войск. У стен Владикавказа началось широкомасштабное отступление немецко-фашистских войск в конце 1942 – начале 1943 годов. В городе функционировали 7 военных училищ, курсанты которых приняли непосредственное участие в обороне города. В боях на Владикавказском направлении звание Героя Советского Союза присвоено 120 воинам. Всего в годы войны орденами и медалями в Северной Осетии было награждено около 60 тысяч человек, из них 30 тысяч – уроженцы Владикавказа.
В 1984 году Указом Президиума Верховного Совета СССР «за успехи, достигнутые трудящимися города в хозяйственном и культурном строительстве, отмечая их заслуги в революционном движении, в борьбе с немецко-фашистскими захватчиками в годы Великой Отечественной войны и в связи с 200-летием со дня основания», город награждён Орденом Трудового Красного Знамени. А после введения в 2006 году почётного звания «Город воинской славы» по инициативе Северо-Осетинского отделения Российского фонда культуры во главе с С. Ф. Цаллаговым и других общественных организаций, поддержанной органами власти, было направлено представление о присвоении Владикавказу этого высокого знака отличия, и Указом президента Российской Федерации от 8 октября 2007 года № 1343 почётное звание было присвоено. 7 ноября 2007 года в Екатерининском зале Московского Кремля состоялась церемония вручения грамот о присвоении высокого звания городам, в числе которых был Владикавказ.
В соответствии с Указом президента РФ от 1 декабря 2006 года № 1340, в каждом городе, удостоенном этого высокого звания, устанавливается стела, посвящённая этому событию. Архитектурно-скульптурное решение памятной стелы «Город воинской славы» утверждено Российским организационным комитетом «Победа» в 2008 году по результатам открытого всероссийского конкурса, в котором победил проект авторского коллектива в составе: заслуженный архитектор России И. Н. Воскресенский, Г. А. Ишкильдина, В. В. Перфильев, народный художник России С. А. Щербаков. В качестве места для памятника был выбран западный въезд в город, где осенью 1942 года была сорвана вражеская операция «Эдельвейс» и остановлены немецко-фашистские войска. Стела составила единый комплекс с мемориальными сооружениями парка Победы, разбитого вдоль федеральной трассы. Деревья в парке высажены руками участников войны, их детей и внуков в память о погибших товарищах. На торжественное открытие стелы 30 октября 2009 года собралось около 10 тысяч человек, в том числе Глава Республики Северная Осетия — Алания Т. Д. Мамсуров. Честь открытия разделили ветераны: полный кавалер ордена Славы В. М. Коняев, участники войны П. Г. Донской, Э. Б. Кучиев и Е. А. Хадонов. Перед ветеранами выступили самодеятельные коллективы, казачьи ансамбли, а артисты Русского драматического театра и школьники города показали театрализованную постановку.
Символ мужества и воинской славы представляет собой полированную  колонну дорического ордера высотой в 11 м из выборгского красного гранита (с бронзовыми капителью и базой). Наверху колонны — бронзовый государственный герб России, на постаменте в бронзовом картуше располагается текст Указа Президента РФ о присвоении почётного звания, а на оборотной стороне — бронзовый герб Владикавказа. Колонна установлена на площадке размером 17 на 17 метров. По углам композиции размещаются четыре гранитные тумбы с бронзовыми барельефами, посвящёнными важным военно-историческим событиям, связанным с присвоением Владикавказу почётного звания. Поблизости в 2022 году установлен флагшток высотой 35 м, на который поднят флаг России размером 5 м на 7,5 м – третий по высоте в стране. Мемориал со стелой стал местом проведения торжественных мероприятий, в том числе посвящённых Дню города, дням воинской славы России, Дню защитника Отечества и Дню Победы.
Изображение стелы помещено на памятный нагрудный знак «Владикавказ – Город воинской славы», учреждённый постановлением администрации местного самоуправления города Владикавказа от 20 апреля 2010 года № 490, и на медаль «Владикавказ – Город воинской славы», учреждённую решением Собрания представителей города Владикавказа от 11 июня 2013 года. 20 апреля 2011 года Почта России выпустила почтовую марку, а 1 июля 2011 года Центральным банком России в обращение была выпущена памятная монета «Город воинской славы Владикавказ» достоинством 10 рублей. Героическим событиям военной истории Владикавказа и ратным подвигам его жителей посвящены экспозиции Национального музея Республики Северная Осетия – Алания, где хранится Меч Победы, вручённый Владикавказу, как и другим городам воинской славы, 9 июня 2022 года в зале Славы Музея Победы в парке Победы на Поклонной горе в Москве. Изготовленный в Златоусте меч покрыт золотом высшей 999,9 пробы и инкрустирован уральскими самоцветами — гранатами, символизирующими пролитую кровь, и голубыми топазами, которые считаются символом мира. Длина мечей составляет 1,2 метра, вес — более пяти килограммов. На клинке, украшенном растительным орнаментом, высечены знаменитые слова князя Александра Невского: «Кто с мечом к нам придет, тот от меча и погибнет». Ранее, в апреле 2015 года, аналогичные Мечи Победы были переданы на вечное хранение городам-героям. 

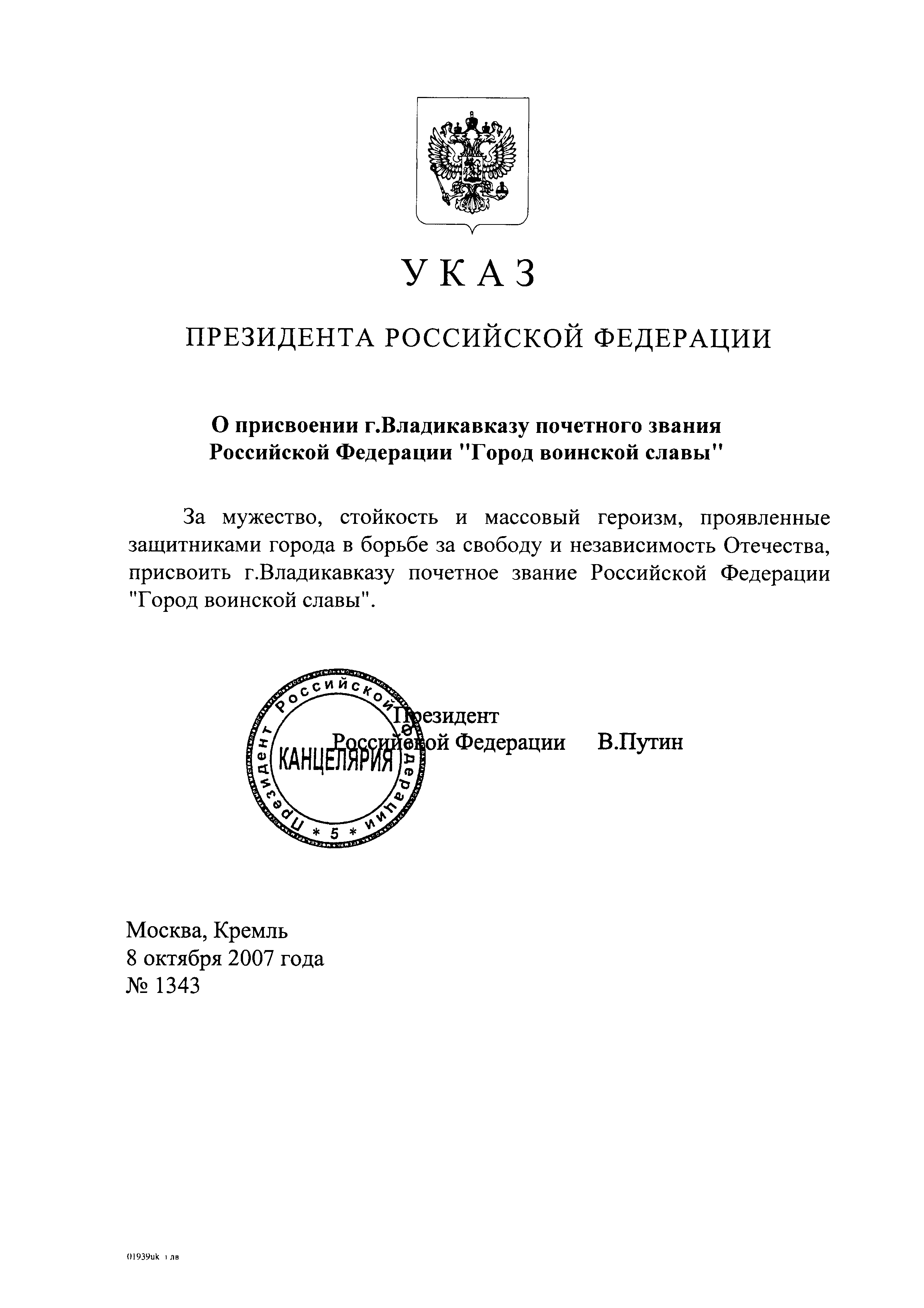
Указ о присвоении почётного звания
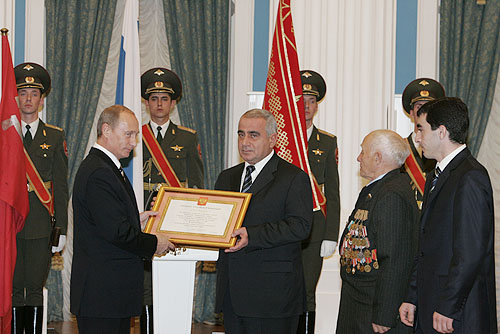
Вручение президентом представителям Владикавказа грамоты о присвоении почётного звания
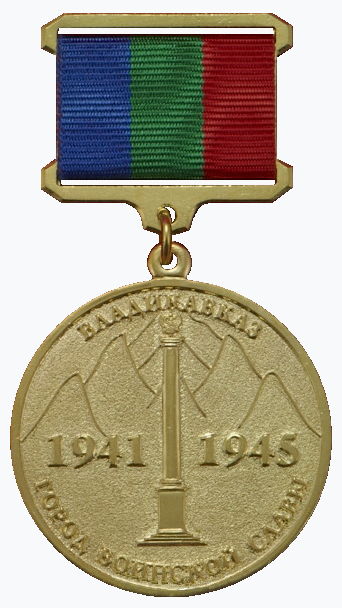
Нагрудный знак с изображением памятника
Медаль «Владикавказ — Город воинской славы»
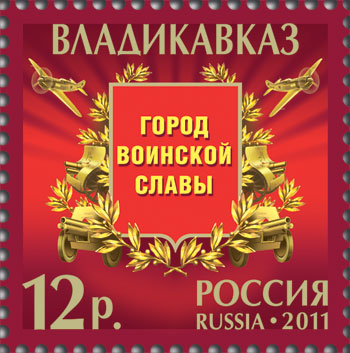
Памятная марка, посвящённая городу воинской славы
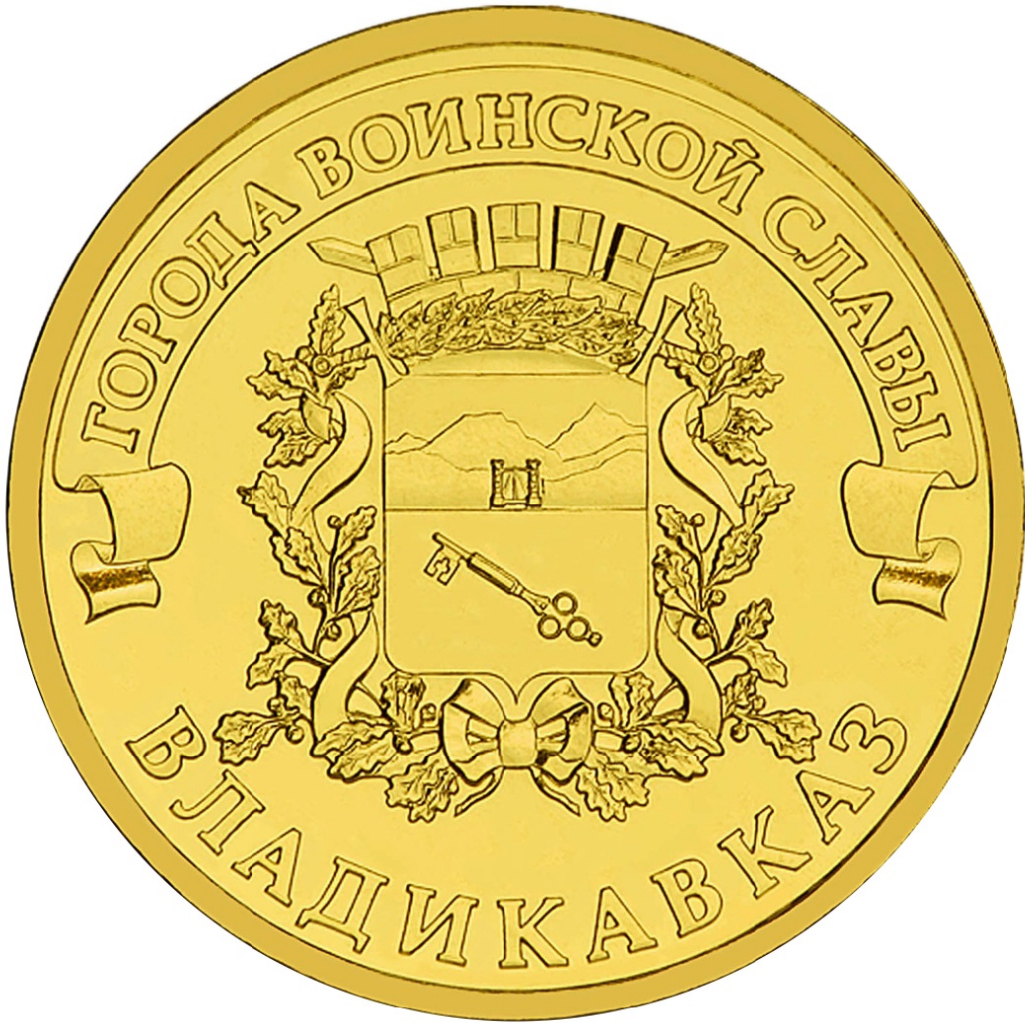
Изображение герба города воинской славы на монете